# 中之口村

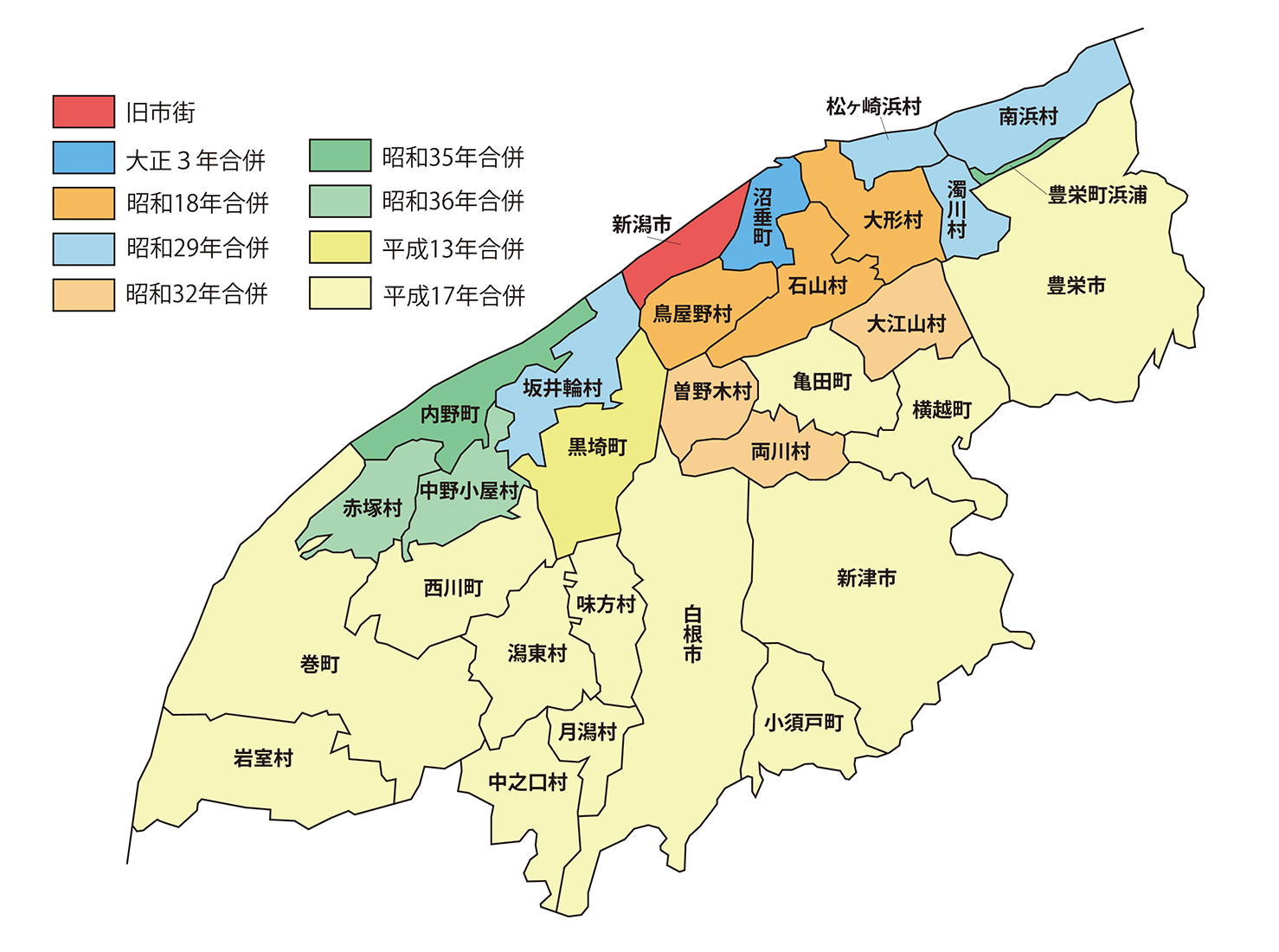
新潟市の合併市町村

中之口村（なかのくちむら）は、新潟県西蒲原郡に属した村。2005年3月21日の新潟市への編入合併によって消滅し、現在は新潟市の政令指定都市移行により大部分が西蒲区の一部となっており、大字福島の一部が南区となっている。
以下の記述は合併直前当時の旧中之口村に関しての記述であり、現在では名称等が異なる場合がある。なお、ここに記述されていない内容に関しては西蒲区#中之口地区などの記事を参照。
燕市への通勤率は13.3%（平成12年国勢調査）。

## 歴史
- 1889年（明治22年）4月1日 - 町村制施行にともなう合併により、小吉村、三針村、道上村、打越村、加奈居村が発足。

| 小吉村   | 門田村、東船越村、六分村、高野宮村、東中村、長場村、潟浦新村 |
| 三針村   | 三ッ門村、針ヶ曽根村                                         |
| 道上村   | 道上村、福島村、河間村                                       |
| 打越村   | 打越村、牧ヶ島村                                             |
| 加奈居村 | 羽黒村、姥島村、真木村                                       |

- 1901年（明治34年）11月1日 - 合併により、小吉村、道上村、松長村が発足。

| 小吉村 | 小吉村、三針村（大字針ヶ曽根）         |
| 道上村 | 道上村、打越村、三針村（大字三ッ門新） |
| 松長村 | 松長村、加奈居村                       |

- 1954年（昭和29年）3月31日 - 松長村は燕町などと合併し、燕市となる。
- 1954年（昭和29年）7月7日 - 小吉村、道上村、燕市の一部（旧加奈居村域（大字羽黒、大字姥島、大字真木））が合併し、中之口村となる。

### 市町村合併
- 2005年（平成17年）3月21日、新潟市に編入合併した。
  - 詳細は新潟市の行政区域の変遷を参照。

## 交通

### 鉄道
村内に鉄道路線は通っていない。
1993年（平成5年）までは新潟交通電車線が町内を通っており、以下の駅が設置されていた。
六分駅 - 新飯田駅

### 道路
主要地方道
- 新潟県道9号長岡栃尾巻線
- 新潟県道44号新潟燕線
- 新潟県道55号新潟五泉間瀬線

また、村内には北陸自動車道が通っているが村内にインターチェンジはなく巻潟東IC、または三条燕ICが最寄りとなる。

## 観光
- 澤将監の館 - 1994年（平成6年）オープン[2]。
- 中之口先人館 - 2000年（平成12年）11月オープン[3]。
- 門田ハザ並木（新・日本街路樹100景）

## 出身有名人
- 羽黒山政司（力士、第36代横綱）
- 大川博（実業家、東映の事実上の創業者）
- 小柳司氣太（漢学者）